# Syndactyla guttulata
A Syndactyla guttulata a madarak (Aves) osztályának verébalakúak (Passeriformes) rendjébe és a fazekasmadár-félék (Furnariidae) családjába tartozó faj.

## Rendszerezése
A fajt Philip Lutley Sclater angol ornitológus írta le 1858-ban, az Anabazenops nembe Anabazenops guttulatus néven.

## Alfajai
- Syndactyla guttulata guttulata (P. L. Sclater, 1858)
- Syndactyla guttulata pallida Zimmer & Phelps, 1944[2]

## Előfordulása
Dél-Amerika északi részén, Venezuela tengerparti sávjában honos. Természetes élőhelyei a szubtrópusi vagy trópusi hegyi esőerdőkben. Állandó, nem vonuló faj.

## Megjelenése
Testhossza 17–19 centiméter, testtömege 34–38 gramm.

## Életmódja
Ízeltlábúakkal táplálkozik.

## Természetvédelmi helyzete
Az elterjedési területe kicsi, egyedszáma viszont stabil. A Természetvédelmi Világszövetség Vörös listáján nem fenyegetett fajként szerepel.